# Virales Marketing
Virales Marketing (auch Viralmarketing oder manchmal Virusmarketing) ist eine Marketingform, die soziale Netzwerke und Medien nutzt, um mit einer meist ungewöhnlichen oder hintergründigen Nachricht auf eine Marke, ein Produkt oder eine Kampagne aufmerksam zu machen. Die bekannteste Form von sich im Netz viral verbreitenden Inhalten ist das Virale Video.

## Charakteristik
Wenngleich die epidemische Verbreitung der einer Mundpropaganda ähnelt, ist virales Marketing nicht mit dieser gleichzusetzen, da bei der Mundpropaganda die Initiierung der Verbreitung normalerweise von neutralen Teilnehmern ausgeht. Der Term „viral“ besagt, dass Informationen über ein Produkt oder eine Dienstleistung innerhalb kürzester Zeit, ähnlich einem biologischen Virus, von Mensch zu Mensch weitergetragen werden.
Das virale Marketing bedient sich jedoch verschiedener Methoden, um die Nachricht zu publizieren, z. B. Postkarten, Filmclips oder einfacher Beiträge in Internetforen und Blogs. Die eigens für das Internet vorbereiteten Methoden werden als Virals bezeichnet. Der Erfolg ist, gemessen am minimalen finanziellen Aufwand, im Falle des Gelingens überproportional groß. Zur Erfolgsmessung dienen neben qualitativen Ergebnissen (meist Clippings) auch technische Mittel (z. B. das Tracking von Links, Nachverfolgung der Verbreitung von Videos über Codes, URL-Parameter etc.) die unter anderem auf den Einsatz von Monitoring-Software zurückgreifen.

## Formen des viralen Marketings
Man unterscheidet zwischen verschiedenen Formen des viralen Marketings, die sich nach der Aktivität des Verbreiters richten:

### Nach der Aktivität des Verbreiters

#### Passives virales Marketing
Beim passiven viralen Marketing verbreitet der Nutzer die Nachricht allein durch die Nutzung des Produkts. Als Beispiel wird in der Literatur oft Hotmail genannt. Durch das Einfügen von zwei Werbezeilen „P.S. Get your private, free email at Hotmail“ am Ende jeder ausgehenden E-Mail wurden die Empfänger auf den kostenlosen Dienst aufmerksam gemacht. Zusätzlich wurde zum Ausdruck gebracht, dass der E-Mail-Dienst funktioniert, da ihn der Absender der E-Mail selbst verwendet.

#### Aktives virales Marketing
Aktives virales Marketing erfordert eine Aktion seitens des Verbreiters, welcher als Motivation für seine Tat oft mit einer Belohnung honoriert wird. Beispielsweise bieten viele Handyspiele die Möglichkeit, andere Menschen über soziale Netzwerke zum Spiel einzuladen, wofür der Spieler selbst im Gegenzug meist Vorteile innerhalb des Spiels erlangt.

### Nach dem Umfang der Marketingfunktionen

#### Werbungsorientierter Ansatz
Beim werbungsorientierten Ansatz liegt der Schwerpunkt des Viral Marketing auf der Kommunikationspolitik, insbesondere der Werbung. Im Mittelpunkt steht ein hoher Verbreitungsgrad der Werbebotschaft mit diversen möglichen Zielen wie der Steigerung des Bekanntheitsgrads oder der Markenprägung.
Zum Beispiel die 2006 begonnene Kampagne für einen Standmixer: Der Gründer und Geschäftsführer der Mixerherstellerfirma demonstriert vor laufender Kamera das Zerkleinern von Golfbällen, Handys, Fotoapparaten, Batterien und anderen stabilen Gegenständen des täglichen Gebrauchs in seinem Standmixer bis zur Pulverfeinheit. Die Videos wurden in sozialen Netzwerken und auf Online-Videoportalen rapide weiterverbreitet, und das Unternehmen schaffte mit einem Marketingbudget von gerade fünfzig US-Dollar eine Umsatzsteigerung um 700 Prozent. (Virales Video) Der Unternehmer wurde dafür von einer Beraterfirma zum Unternehmer des Jahres gekürt.

#### Ganzheitlich orientierter Ansatz
Der ganzheitlich orientierte Ansatz bezieht sich nicht nur auf die reinen kommunikationspolitischen Instrumente, sondern es kann das Viral Marketing auch für die Funktionen der Marktforschung, der Preisfindung, der Produktgestaltung und andere verwendet werden. Ziel dieses Ansatzes ist es, durch die frühzeitige Einbindung der Zielgruppe einen optimalen Nährboden für das Viral Marketing zu schaffen.
Durch die Integration des Konsumenten in den Marktforschungs-, Produktions- und Werbeprozess wird es möglich, eine extrem hohe Identifikation mit dem Produkt herzustellen, um den viralen Marketingprozess positiv zu unterstützen. Gelingt es einem Unternehmen, Meinungsführer seiner Zielgruppe in diesem Marketingprozess zu aktivieren, kann er damit Absatzsteigerungen zwischen 10 und 30 Prozent herbeiführen.

## Beispiele
- Eines der ersten Beispiele war das Werbespiel Moorhuhn, das von der Firma Phenomedia AG für Johnnie Walker entwickelt wurde. Innerhalb kürzester Zeit erreichte das Spiel eine enorme Popularität, die sich auch auf die Marke übertrug. Mit Nachfolgern von Moorhuhn versuchten später auch Firmen wie Computer Channel, Quam, Bild und Haribo an den Erfolg anzuknüpfen.

- Der Erfolg von Blair Witch Project, einer Low-Budget-Produktion von 1999, beruhte größtenteils auf einer Kampagne im Internet, die anfangs mit geheimnisvollen und real anmutenden Szenen aus dem Film den Anschein erweckte, dass es sich um tatsächliche Begebenheiten handle.

- Eine ähnliche Methode wandte auch J. J. Abrams für sein Filmprojekt Cloverfield an. Hinweise zum Plot wurden u. a. im sozialen Netzwerk Myspace verteilt, woraufhin das Interesse am Film ohne aufwendige konventionelle Maßnahmen drastisch stieg.

- Eine der erfolgreichsten Kampagnen viralen Marketings im Jahr 2009 war das YouTube-Video JK Wedding Entrance Dance, mit dem für den Titel Forever von Chris Brown geworben wurde.[10] Es zählt zu den meistaufgerufenen YouTube-Videos des Jahres 2009.

- Bekannt wurde der Werbespezialist Dominik Kuhn 2005 durch seine zunächst bei Online-Videoportalen wie YouTube, Clipfish oder MyVideo veröffentlichten Neusynchronisationen (so genannten Fandubs) in Schwäbisch und teilweise anderen Dialekten. Der bislang erfolgreichste Film Virales Marketing im Todesstern Stuttgart parodiert in einem Ausschnitt aus Star Wars die Werbeszene und ist selbst ein Beispiel für erfolgreiches virales Marketing.[11]

- Der Schweizer Bergsportausrüster Mammut machte im Jahr 2006 mit dem Fall Mary Woodbridge auf sich aufmerksam. Insgesamt über 200 Medien haben über die 85-Jährige berichtet, die mit ihrem Dackel auf den Mount Everest steigen wollte. Erst im Nachhinein stellte sich heraus, dass sowohl Mary Woodbridge als auch ihre Geschichte von Mammut ins Leben gerufen worden waren.[12]

- Im Herbst 2010 führte Union Car Insurance Slowakei eine Guerilla-Aktion mit dem Ziel durch, die Bevölkerung auf die gefährliche bzw. nachlässige Fahrweise hinzuweisen. Dafür wurde eine Guerilla-Truppe The Pink Squad zusammengestellt, die bei Verstößen gegen die Fahrordnung plötzlich eingriff und den Autofahrer mittels Schaumstoff, Blumentöpfen etc. aufmerksam machte. Diese Kampagne gilt als prominente Social-Media-Kampagne in der Slowakei, die sich zuerst in Fernsehberichten, dann von Mund zu Mund und schließlich mit einem Video viral verbreitete.[13]

## Verbreitung
Seeding (Engl. für ‚impfen‘ oder ‚aussäen‘) bezeichnet das strategische und ziel(gruppen)gerichtete Platzieren und Verbreiten viraler Botschaften in einem relevanten Online- und Interessenumfeld. Neben einer effektvollen Kreatividee ist eine ausgeklügelte Seedingstrategie inzwischen entscheidend für den Erfolg einer viralen Marketingkampagne.
Die Platzierung der Werbebotschaft erfolgt beispielsweise über video-sharing- oder picture-sharing-Portale (zum Beispiel YouTube, Flickr und viele andere) sowie themenrelevante Blogs, Foren oder Internetseiten. Spezialisierte Agenturen, sog. Seeding-Agenturen, platzieren und verbreiten virale Inhalte im Netz. Durch ihren Zugang zu einem vielschichtigen Netzwerk von Meinungsführern und Trendsettern platzieren sie die Botschaften zielgruppenspezifisch und implizieren somit eine gewisse Popularität.
Die am häufigsten genutzten Verbreitungsformen viraler Botschaften sind „schnelle“ Medien wie Social Media, Chats, Instant-Messenger oder E-Mail.
Folgende Möglichkeiten zur Verbreitung sind üblich:
- Tell-A-Friend-Funktionen: Über Formulare auf Webseiten lässt sich der Inhalt der betreffenden Seite als „Empfehlung“ an E-Mail-Adressen verschicken.
- E-Mail-Weiterleitung: eine häufige Art der Verbreitung, bei der der Konsument die komplette Nachricht meist nicht selber verfasst, sondern weiter versendet.
- Weblogs: Die Aufnahme eines bestimmten Themas durch mehrere „Blogger“ impliziert eine Popularität.
- Nachrichten oder Beiträge innerhalb von Communitys: Über einen Eintrag auf einer Pinnwand oder im Gästebuch können User gezielt in ihrem sozialen Umfeld auf bestimmte Inhalte oder Aktionen hinweisen. Darüber hinaus können virale Botschaften über Beiträge oder Posts  in Foren interessenspezifisch diskutiert werden.
- SMS: Auch die Einbindung mobiler Endgeräte und die Verbreitung von viralen Inhalten per SMS wurde schon häufig angewandt.
- Mundpropaganda: Außergewöhnliche und spektakuläre Inhalte finden ihre Verbreitung auch in der Form „klassischer“ Mundpropaganda im persönlichen Gespräch, z. B. in der Schule, auf Partys oder ähnliches.
- Petitionen oder Unterschriftensammlungen.
- Counter: ein Bonusprogramm auf Internetseiten, das einen Konsumenten zur Verbreitung der Web-Adresse animiert. Ein spezieller individueller URL lässt hierbei Rückschlüsse auf denjenigen zu, der diese Adresse verbreitet hat, und sorgt je nach Anzahl der Aufrufe für eine Entlohnung desjenigen.
- Kommunikation mit Influencern: Die für ein bestimmtes Thema relevanten Meinungsführer und Multiplikatoren werden ermittelt und mit ausgewählten, „strategischen“ Informationen versorgt. Dies soll dazu führen, dass diese Personen oder Institutionen die virale Botschaft aufnehmen und auf ihren eigenen Plattformen (z. B. eigene Blogs oder Profile in Social Networks) authentisch verbreiten.

## Grundvoraussetzungen
Das genutzte Kampagnengut dient als „Köder“ und muss daher eine große Zielgruppe ansprechen. Ob ein Spiel oder ein kurzer Filmclip – das Kampagnengut muss unterhaltsam, nützlich, überraschend bzw. einzigartig sein und sollte vor allem kostenlos zur Verfügung stehen. Eine sachliche oder monetäre Belohnung (Gutscheine, Prämien, Gewinnspiele) der aktiven Verbreitung kann den Konsumenten zusätzlich anspornen, seine Empfehlung an andere potentielle Konsumenten weiterzugeben.

„[...] ich lege eine Werbebotschaft ins Netz, und wenn sie gut gefällt und wenn sie gut verpackt ist, wird sie einfach weitertransportiert, ohne dass man dafür Werbegeld ausgeben muss.“

Der Autor Malcolm Gladwell hat in seinem Buch The Tipping Point (2000) ebenfalls drei „Erfolgsfaktoren“ für das Entstehen von Epidemien herausgearbeitet. Unter anderem sind bestimmte Schlüsselpersonen, die in unterschiedlichen Rollen die Botschaft verbreiten, sehr wichtig für die Ausbreitung von Epidemien. Gladwell lenkt den Blick auch auf scheinbare Kleinigkeiten, zum Beispiel die Broken-Window-Theorie, die ebenfalls große Bedeutung haben können.

## Probleme
1. Wer eine unterhaltsame Werbung weiterleitet, empfiehlt noch lange nicht das entsprechende Produkt. Welche Absatzwirkung sie hat, hängt allein davon ab, wie gut sie auch im klassischen Sinne als Werbung funktioniert, also die Vorteile eines Produkts zeigt oder ein Bedürfnis weckt.
2. Der Absender einer Botschaft kann diese mit einer eigenen Tendenz oder Sichtweise versehen, die nicht zwingend der ursprünglich intendierten Nachricht entsprechen muss. Die Sichtweise kann einen negativen Einfluss auf das Produkt haben oder den Blick vom Produkt ganz ablenken (siehe 1. Beispiel).
3. Im Vergleich zur herkömmlichen Werbung ist eine Erfolgsmessung kaum möglich.
4. Virales Marketing ist nicht zwingend kostenlos bzw. kostengünstig. Um die Aufmerksamkeit der Zielgruppe zu erlangen, können Seeding-Maßnahmen eingesetzt werden. Seeding steht für das gezielte Streuen der viralen Botschaften. Ziel ist es, möglichst schnell eine kritische Masse zu erreichen, so dass sich die Werbebotschaft irgendwann von selbst verbreitet. Werbeagenturen lassen sich dieses Seeding oft teuer bezahlen.[16]
5. Virales Marketing etwa über fingierte Empfehlungen oder auch gekaufte "Likes" bei Facebook bzw. "Follower" bei Twitter kann zu wettbewerbsrechtlichen Problemen führen.[17] So kann ein veränderter Eintrag bei Wikipedia gegen § 4 UWG verstoßen.[18]

## Kritik
Eine extreme Form des viralen Marketing ist der gezielte Missbrauch von Medien, beispielsweise von Online-Enzyklopädien oder Lexika. Dabei werden bestehende Einträge anonym durch Agenturen oder von Dritten derart manipuliert, dass deren Neutralität nicht mehr gewahrt ist. In der Vergangenheit machten so z. B. T-Mobile und Hornbach mit den erfundenen Identitäten Chad Kroski und Ron Hammer auf sich aufmerksam.
Im Hamburger Bürgerschafts-Wahlkampf 2008 verschickte eine Medienagentur unter Pseudonym systematisch E-Mails an Blogger, um einen Wahlwerbespot auf Youtube zu bewerben. Dies führte dazu, dass der Hamburger FDP-Landesverband eine strafbewehrte Unterlassungserklärung abgeben musste.
Der Sender Pro7 machte im März 2009 von sich reden, nachdem ein als Nachrichtensendung getarnter Programmhinweis für Verwirrung unter den Zuschauern sorgte. Auch hier war das Ziel, durch eine ungewöhnliche, in diesem Zusammenhang erschreckende Nachricht den Konsumenten zur Verbreitung zu bewegen (siehe den Hauptartikel Newstime).

## Abgrenzung
Die Grenzen zur unterschwelligen Werbung oder zur Produktplatzierung sind sehr schwer zu bestimmen. Beiträge in Zeitschriften, im Fernsehen oder Radio, die einen redaktionellen Eindruck erwecken, dabei jedoch auf ein Produkt aufmerksam machen wollen, sind zwar verboten, haben aber eine ähnliche Wirkung.
Oft werden Beiträge auch kostenlos von Agenturen angeboten und anschließend im Umfeld redaktionell betreuter Beiträge eines Mediums platziert. Hierbei besteht die Gefahr, dass das Medium nicht mehr als objektiv betrachtet wird oder der Eindruck von Schleichwerbung entstehen kann, wenn die Werbung nicht als solche gekennzeichnet wird. Ein Beispiel hierfür kann die Nennung der Neuveröffentlichung eines Musikalbums (eines speziellen Musiklabels) im Rahmen einer Nachrichtensendung sein, wenn hierdurch direkt oder indirekt ein geldwerter Vorteil für das Nachrichtenmedium entsteht.